# Diepe Straten
De Diepe Straten zijn een aantal holle wegen in de gemeenten Ninove en Haaltert in de Belgische provincie Oost-Vlaanderen. Het geheel bevindt zich bij Herlinckhove, in het landelijk gebied tussen Ninove in het zuiden en Lebeke en Denderhoutem in het noorden. De Diepe Straten werden in 1994 beschermd als landschap. Het tracé omvat delen van de straten Terlinden, Klein Herlinckhovestraat, Ruysbroeckbaan en Lindestraat.

## Geschiedenis
Op deze plaats werd in 1140 de abdijhoeve Hof te Ruysbroeck opgetrokken. De oorsprong van de holle wegen gaat mogelijks terug tot die periode.
Het tracé van de huidige wegen is al aangeduid op de Villaretkaart uit het midden van de 18de eeuw en de Ferrariskaart uit de jaren 1770.
Aan het kruispunt van de Ruysbroeckbaan en Lindestraat werd in de tweede helft van de 19de eeuw een veldkapel opgetrokken. Het Hof te Ruysbroeck verdween op het eind van de 20ste eeuw.

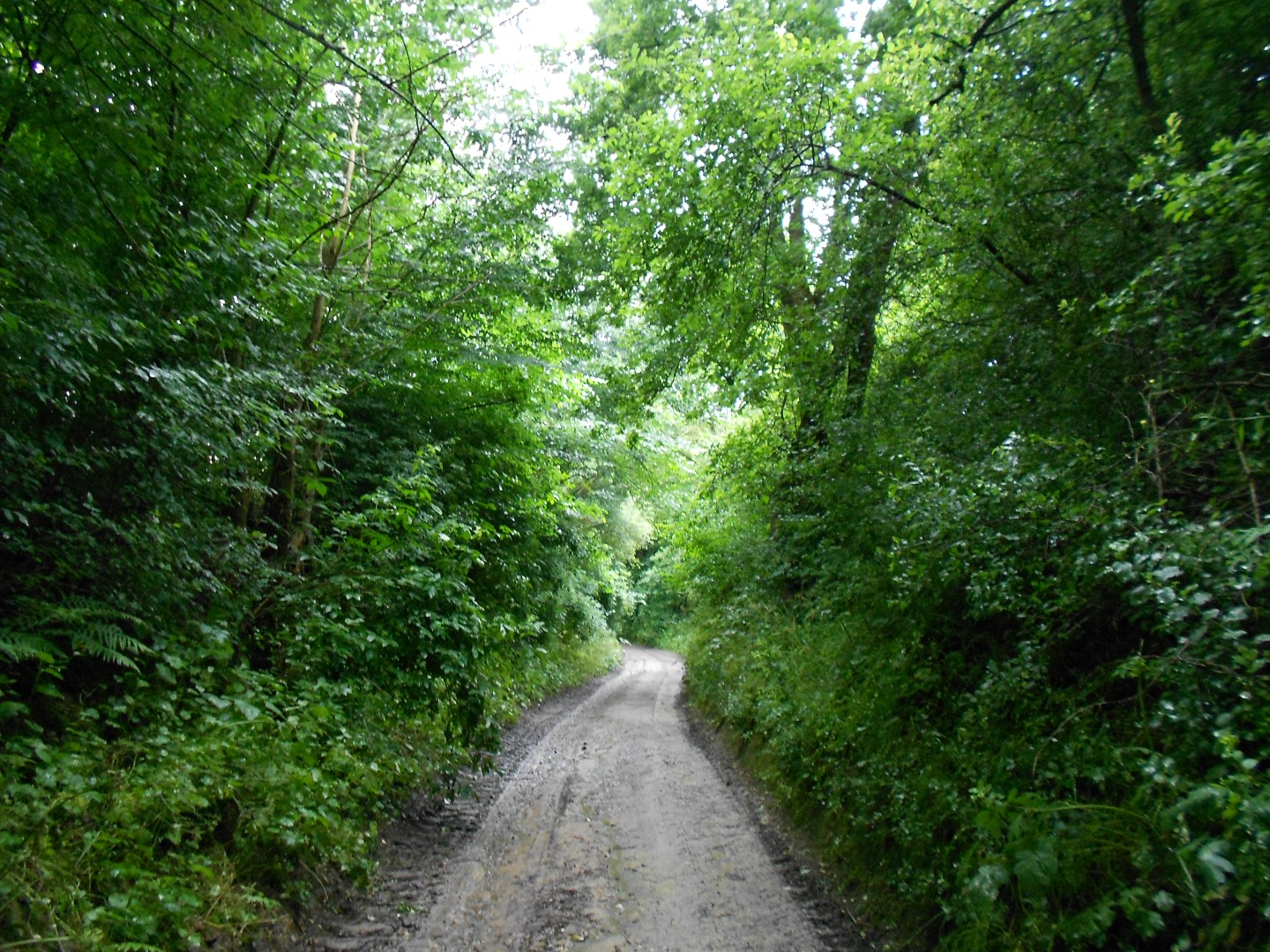
Ruysbroeckbaan, holle weg
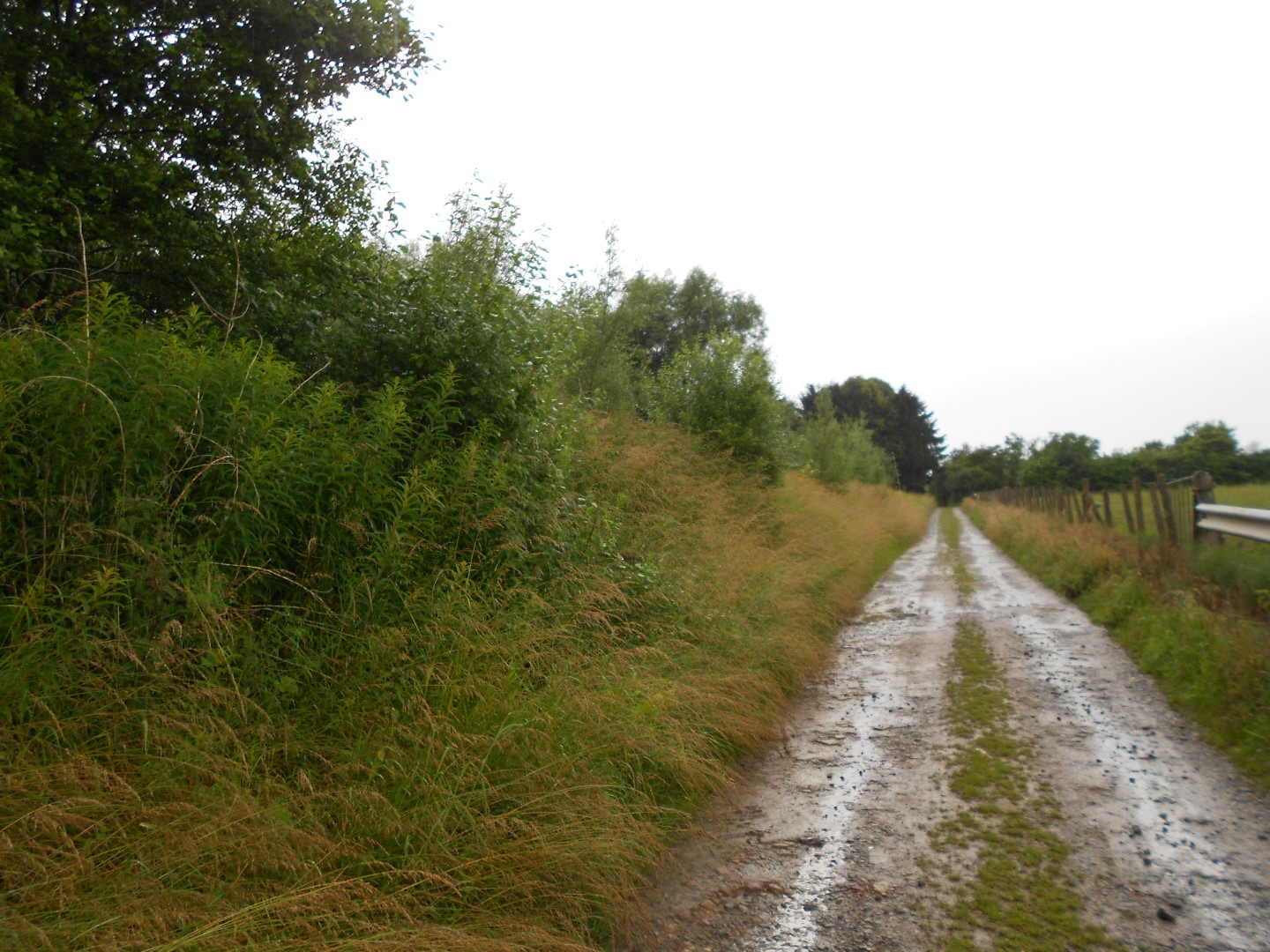
Ruysbroeckbaan
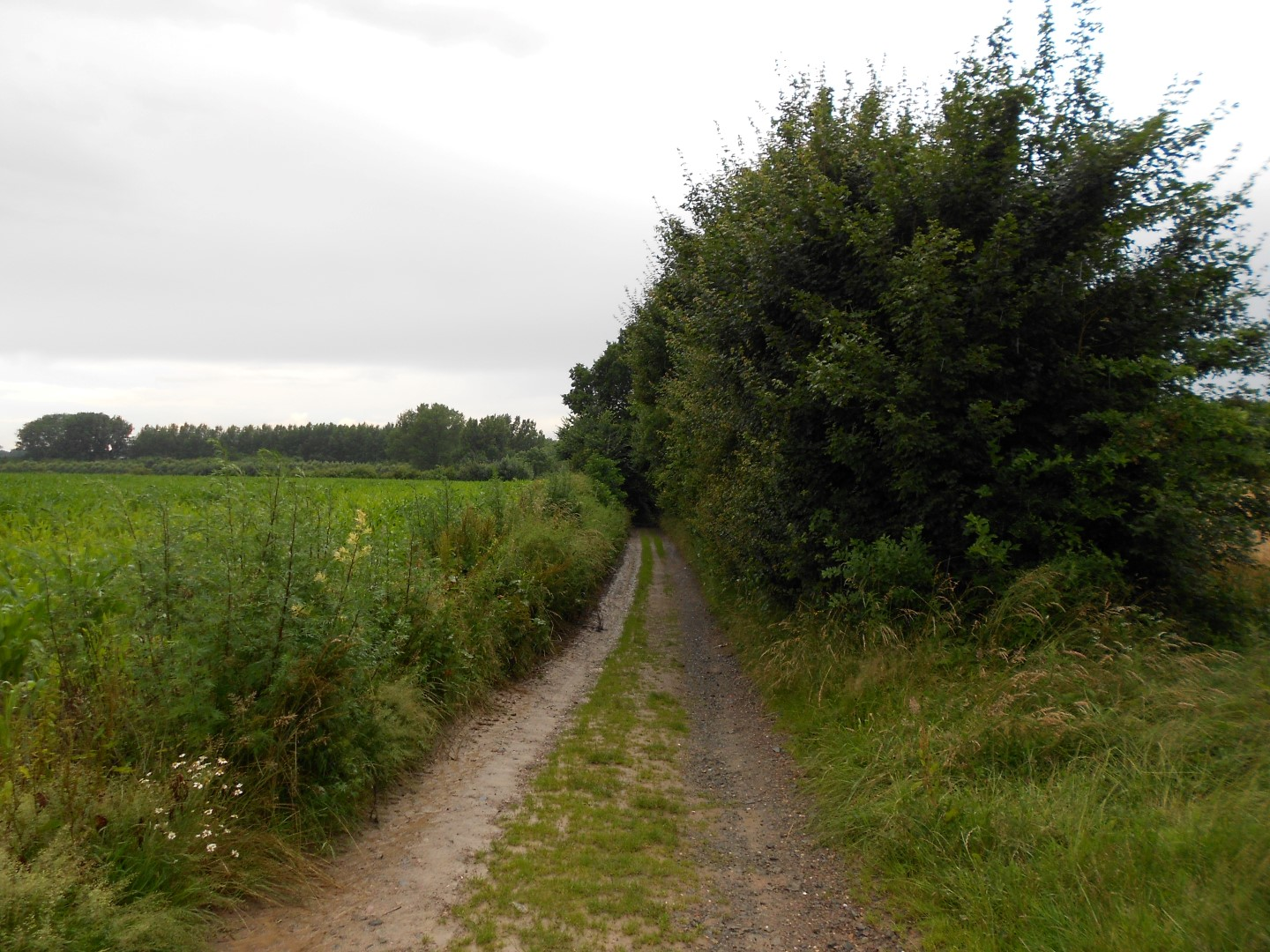
Ruysbroeckbaan
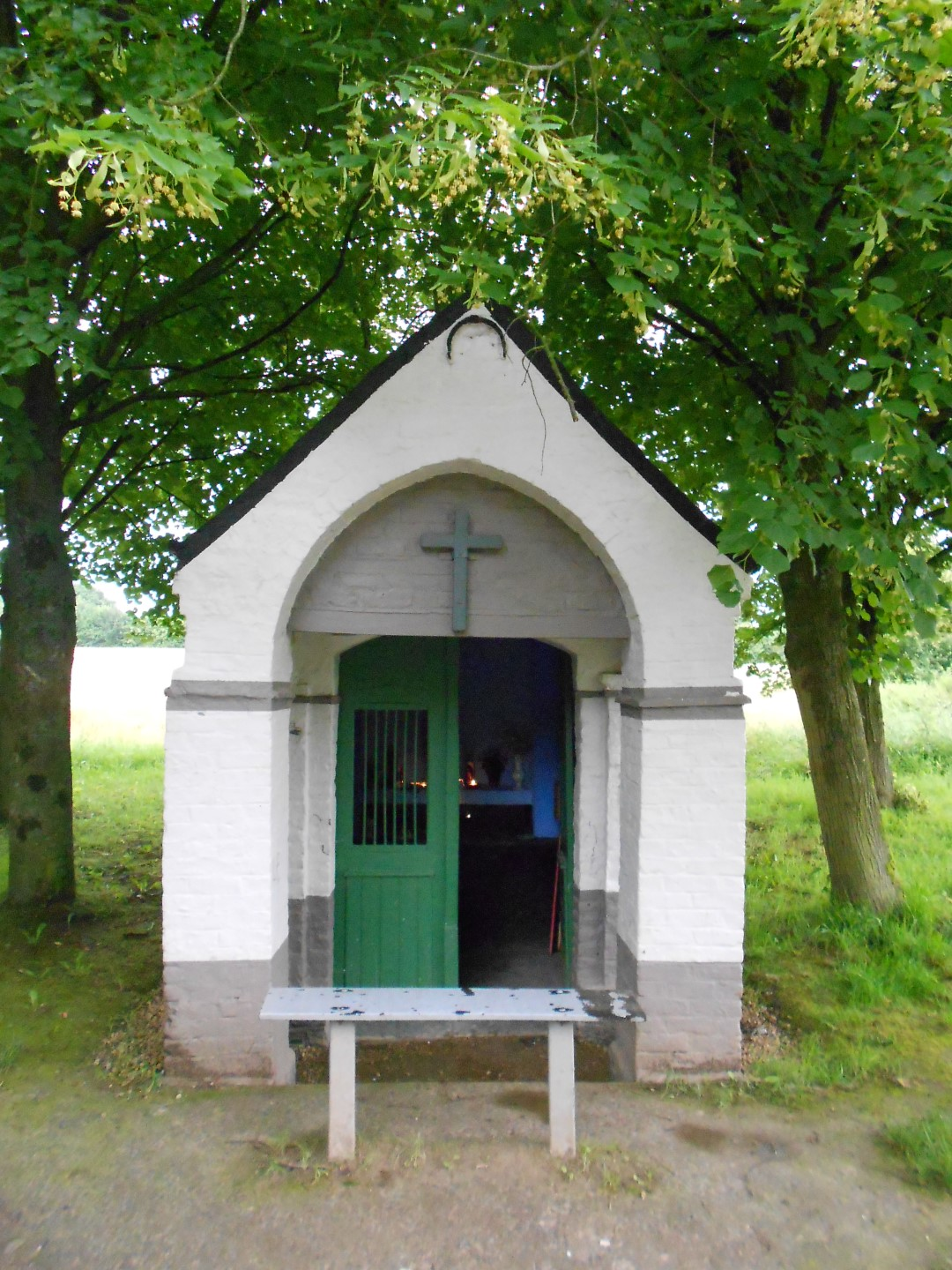
Onze-Lieve-Vrouwekapel
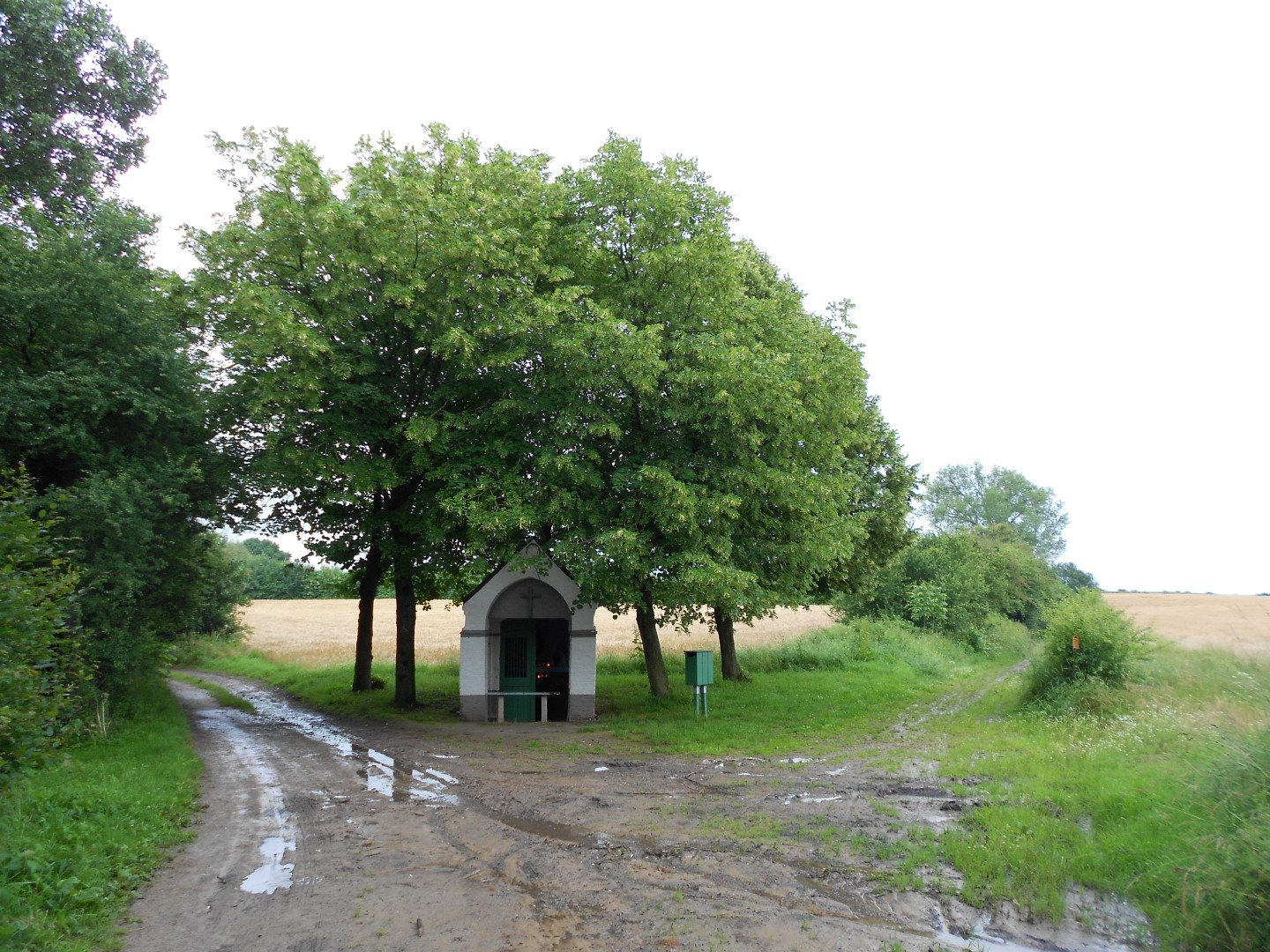
Kruispunt Ruysbroeckbaan en Lindestraat